# مارتي ألين
مارتي ألين (بالإنجليزية: Marty Allen)‏ هو ممثل أمريكي، ولد في 23 مارس 1922 في الولايات المتحدة، وتوفي بنفس المكان في 12 فبراير 2018 بسبب ذات الرئة.

## وصلات خارجية
- مارتي ألين على موقع IMDb (الإنجليزية)
- مارتي ألين على موقع قاعدة بيانات برودواي على الإنترنت (الإنجليزية)
- مارتي ألين على موقع إن إن دي بي (الإنجليزية)
- مارتي ألين على موقع قاعدة بيانات الفيلم (الإنجليزية)